# Anatoli Borissowitsch Kusnezow

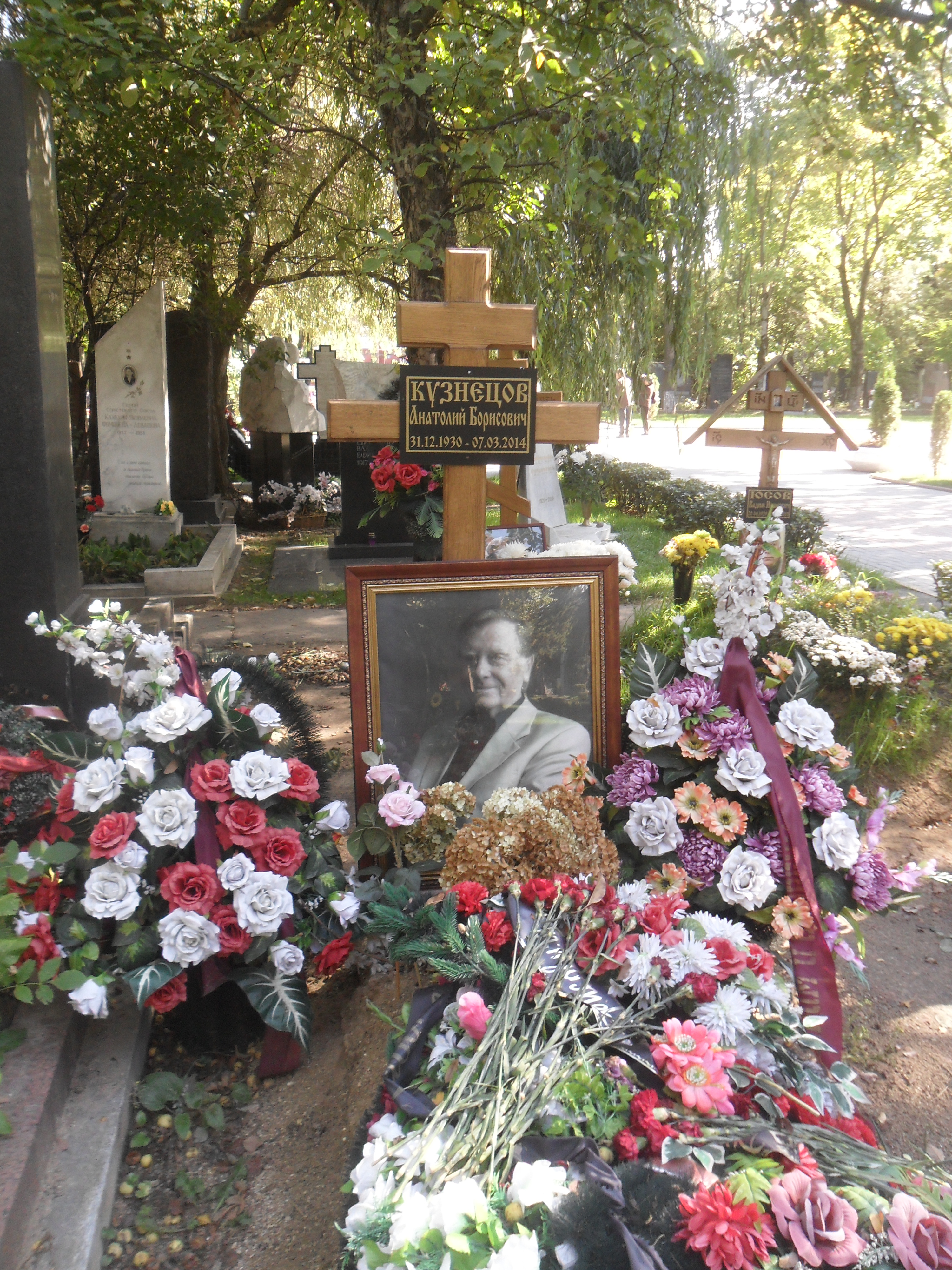
Grab Kusnezows (2014)

Anatoli Borissowitsch Kusnezow (russisch Анатолий Борисович Кузнецов; * 31. Dezember 1930 in Moskau; † 7. März 2014 ebenda) war ein russischer bzw. sowjetischer Schauspieler und Volkskünstler der RSFSR.

## Leben
Anatoli Kusnezow wurde als Sohn des Sängers Boris Kusnezow geboren. Wie sein Vater wollte auch Anatoli Sänger werden, brach sein Gesangsstudium jedoch nach zwei Jahren ab und begann mit dem Theaterstudium.
Seine erste Filmrolle spielte Kusnezow 1954 in Gefährliche Pfade, seine letzte Rolle war 2014 die des Generals Timofejew in Der Henker. Die Rolle des Rotarmisten Fjodor Suchow im 1969 gedrehten Film Weiße Sonne der Wüste brachte ihm eine internationale Bekanntheit. Der Film genießt bis heute einen Kultstatus in Russland, er gehört sogar zum Pflichtprogramm aller Kosmonauten vor dem Abflug ins Weltall. Als Fjodor Suchow hatte Kusnezow einen Cameoauftritt im Kinderfilm aus dem Jahr 1983 Die Abenteuer von Petrow und Wassetschkin. 1970 spielte er Oberleutnant Gornin in der DDR-Produktion Meine Stunde Null an der Seite von Manfred Krug.
Sein Schaffen umfasst mehr als 100 Produktionen für Film und Fernsehen. Seit 1958 war er zudem am Studio-Theater der Filmschauspieler in Moskau tätig.
Er starb am 7. März 2014 im Alter von 83 Jahren in Moskau und wurde auf dem Nowodewitschi-Friedhof beerdigt.

## Privates
Kusnezow war mit Alexandra Ljapidewskaja (1932–2019) verheiratet, der Tochter des ersten Helden der Sowjetunion, General Anatoli Ljapidewski. Sie lernten sich als Theaterstudenten zu Gast bei Galina Woltschek kennen. 1974 kam die gemeinsame Tochter Irina auf die Welt.
Er war der Cousin des Schauspielers Michail Kusnezow.

## Filmografie (Auswahl)

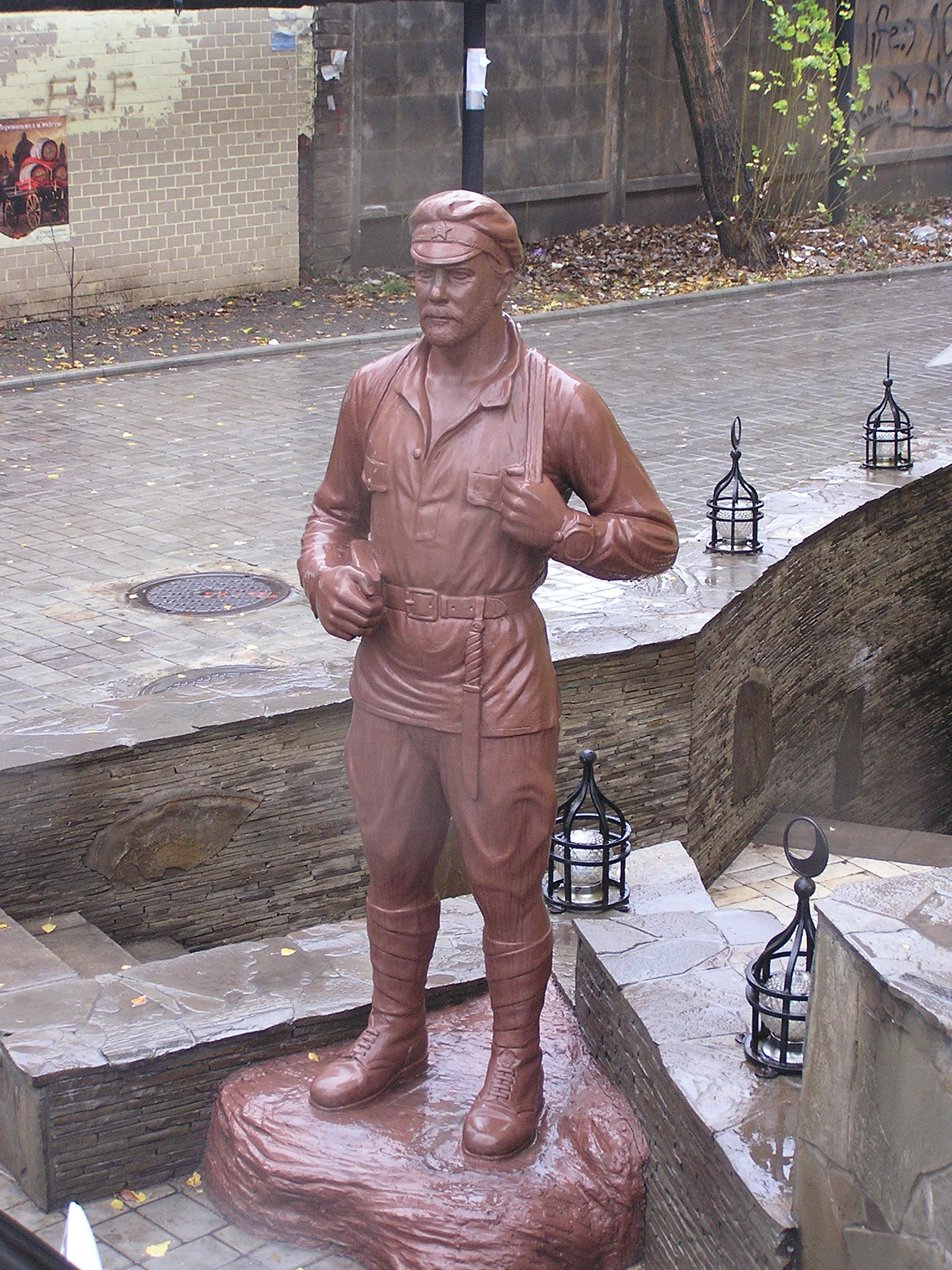
Denkmal für Fjodor Suchow aus dem Film Weiße Sonne der Wüste in Donezk

- 1954: Gefährliche Pfade (Опасные тропы)
- 1967: Frühling an der Oder (Весна на Одере)
- 1969: Befreiung (Освобождение)
- 1970: Weiße Sonne der Wüste (Белое солнце пустыни)
- 1970: Meine Stunde Null (Мой нулевой час)
- 1970: Unterwegs zu Lenin (На пути к Ленину)
- 1972: Heißer Schnee (Горячий снег)
- 1976: Brüderchen (Войникът от обоза)
- 1977: Absprung in Planquadrat 4 (В зоне особого внимания)
- 1977: Poligon (Полигон)
- 1979: Der zweite Frühling (Вторая весна)
- 1984: Die Abenteuer von Petrow und Wassetschkin (Приключения Петрова и Васечкина, обыкновенные и невероятные)
- 1985: Schlacht um Moskau (Битва за Москву)
- 1991: Genie (Гений)
- 2005: Türkisches Gambit (Турецкий гамбит)
- 2012: Mosgas (Мосгаз)
- 2014: Der Henker (Палач)

## Als Synchronsprecher
- 1946: Faustrecht der Prärie als Wyatt Earp (Henry Fonda)
- 1961: Der tolle Amerikaner als Marcel Perrignon (Robert Dhéry)
- 1963: Cleopatra als Marcus Antonius (Richard Burton)
- 1964: Das Gesetz und die Faust als Andrzej Kenig (Gustaw Holoubek)
- 1966: Grand Prix als Pete Aron (James Garner)
- 1968: Der Tag der Eule als Capitano Bellodi (Franco Nero)
- 1969: Mackenna’s Gold als Colorado (Omar Sharif)
- 1977: Giganten der Vorzeit
- 1978: Durch den wilden Westen als Jack Hamlin (Mircea Veroiu)
- 1987: Lethal Weapon – Zwei stahlharte Profis als Roger Murtaugh (Danny Glover)

## Theaterrollen (Auswahl)
- Hartes Feld (von Anatoli Kalinin)[15]
- Helle Seelen (von Wassili Schukschin)[15]

## Auszeichnungen (Auswahl)
- 1973: Verdienter Künstler der RSFSR[16]
- 1979:  Volkskünstler der RSFSR[16][10]
- 1996:  Orden der Ehre[17][16]
- 1998: Staatspreis der Russischen Föderation[18][19][16]
- 2000:  Verdienstorden für das Vaterland IV. Klasse[20][16][21]
- 2010:  Orden der Freundschaft[22][16]